# Portret kobiety z czerwoną wstążką
Portret kobiety z czerwoną wstążką (hol. Vrouw met rode strik in het haar, ang. Portrait of a Woman with Red Ribbon) – obraz olejny (nr kat.: F 207, JH 979) namalowany przez Vincenta van Gogha w grudniu 1885 podczas jego pobytu w Antwerpii. Obecnie w zbiorach Collection Alfred Wyler w Nowym Jorku.

## Historia
Pod koniec listopada 1885 Vincent van Gogh zdecydował się wyjechać z Holandii za granicę, do Antwerpii. Jednym z powodów do podjęcia takiej decyzji była nadzieja, iż uda mu się tam sprzedać swoje prace, a drugim – chęć pogłębienia swoich umiejętności na miejscowej Akademii Sztuk Pięknych i to pomimo niechęci do wykształcenia akademickiego. Po przybyciu na miejsce wykonał kilka szkiców przedstawiających obiekty architektoniczne Antwerpii, ale prac tych nie udało mu się sprzedać. Artysta poznawał życie codzienne miasta; zainteresowały go zwłaszcza doki. Zaczął też odwiedzać miejscowe muzea. Zainteresował się bliżej obrazami Rubensa, z którymi zetknął się już podczas swych wcześniejszych wizyt w Paryżu, Londynie i Antwerpii. Pod wpływem Rubensa rozjaśnił swoją paletę dodając do dziewięciu kolorów używanych przedtem w Nuenen cztery nowe: kobalt, karmin, jasną żółcień i cynober. Wpływ Rubensa ujawnił się w namalowanych wówczas portretach

## Opis
Przykładem rozjaśnienia palety jest portret przedstawiający kobietę ze wstążką we włosach. Do jego namalowania van Gogh wybrał dziewczynę z jednej z antwerpskich café chantant. Sporządził kilka wersji jej portretu, o czym pod koniec grudnia 1885 poinformował brata.
Artysta ukazał kobietę jako popiersie z profilu. Jej bluzkę namalował zamaszystymi pociągnięciami pędzla w stonowanej jasnej bieli, natomiast głowę przedstawił w sposób bardziej zniuansowany używając dla efektu wyrazistych, czerwonych akcentów: mocnej barwy na ustach i na wstążce we włosach oraz stonowanej na twarzy – efekt, który podpatrzył u Rubensa i który zastosował w celu uzyskania plastyczności i ekspresji.